# Flugplatz Kembé

i7
i11
i13
Der Flugplatz Kembé (französisch Aérodrome de Kembé, ICAO-Code: FEFK) ist der Flugplatz von Kembé, einer Kleinstadt in der Präfektur Basse-Kotto im Süden der Zentralafrikanischen Republik.
Der Flugplatz liegt am Westrand der Stadt auf einer Höhe von 583 Metern parallel zur Route nationale 2. Seine Start- und Landebahn ist unbefestigt und verfügt nicht über eine Befeuerung. Der Flugplatz kann nur tagsüber und nur nach Sichtflugregeln angeflogen werden. Er verfügt nicht über reguläre Passagierverbindungen.